# Hesperandra monnei
Hesperandra monnei är en skalbaggsart som beskrevs av Santos-silva 2001. Hesperandra monnei ingår i släktet Hesperandra och familjen långhorningar. Inga underarter finns listade i Catalogue of Life.